# Bubo vosseleri
Bubo vosseleri е вид птица от семейство Совови (Strigidae). Видът е световно застрашен, със статут Уязвим.

## Разпространение
Видът е разпространен в Ангола, Габон, Гана, Гвинея, Екваториална Гвинея, Камерун, Демократична република Конго, Република Конго, Кот д'Ивоар, Либерия, Нигерия, Руанда, Сиера Леоне, Уганда и Централноафриканската република.